# Ivan Ferák
Ivan Ferák (18. prosince 1941 Križovany nad Dudváhom) je slovenský lékař – patolog a bývalý československý sportovní plavec, účastník olympijských her v roce 1964.

## Sportovní kariéra
Je rodákem z obce Križovany nad Dudváhom u Trnavy. Po druhé světové válce se v roce 1946 s rodiči přestěhoval do Bratislavy. Plavat se naučil v 10 letech na chalupě na Valašsku, odkud pocházel jeho otec. Závodnímu plavání se začal věnovat v 15 letech v oddíle Slovan Bratislava. Měl ideální tělesné parametry pro plaveckou disciplínu znak – výška 197 cm, dlouhé paže, široká ramena a dlaně. Po letní sezoně 1957 přestoupil do většího plaveckého oddílu vysokoškoláků Slávie VŠ k začínajícímu trenérovi Stanislavu Samuhelovi.

### Působení v Dukle 1960-62
V roce 1959 do jeho života zasáhla smutná údalost úmrtím jeho matky na rakovinu. Tehdy se zapřísahl, že vystuduje medicínu a najde lék proti této zákeřné nemoci. Napoprvé ho v roce 1960 na lékařskou fakultu nepřijali, navíc nesplnil nominační kritéria pro start na olympijských hrách v Římě. Na podzim nastoupil základní vojenskou službu do sportovní roty při Dukle Praha do plavecké tréninkové skupiny Andelína Hliňáka. V Dukle se zdržel pouze nutné dva roky.
Měl pověst závodníka s obrovskými výkyvy formy. Byl typem hloubavého člověka, skoupý na slovo, uvnitř citlivý a úzkostlivý. Každá změna ho dokázala vykolejit. Například od roku 1962 mezinárodní plavecká federace nahradila 100 m znak za dvojnásobnou trať, aby znak neznevýhodňovala proti dalším plaveckým discplínách. S tímto verdiktem dlouho psychicky bojoval. Na zářiovém mistrovství Evropy 1962 ve východoněmeckém Lipsku nepostoupil z rozplaveb na 200 m znak do dalších bojů. Nepovedl se mu ani jeho úsek v polohové štafetě na 4×100 m a ambiciózní štafeta skončila až na 6. místě.
Na svoje působení v armádním plaveckém oddíle se díval kriticky a kritický byl i vůči dalším trenérům. V roce 1964 uvedl: "Kdyby se v lékařství motalo tolik poloučených lidí, jako se motají v plavání, to by bylo nebožtíků. Doporučil bych 75 % trenérům aby toho nechali. Nedá se mnohým upřít snaha, ale ta samotná nestačí. Podstata jejich práce by měla být něco vydumat, vykonstruovat pro jedince i celou skupinu, jenže oni vysloveně získavají zkušenosti na nás. Samozřejmě, že mají právo si ledacos ověřit, něco si opravit jenže naše plavání přešlapuje pořád na místě. Že nejsme dobří na tom nesou vinu hlavně trenéři. Neuznávám výmluvu na nedostatek bazénů, my v Bratislavě si na jejich nedostatek nemůžeme stěžovat."

### Návrat na Slovensko a olympijské hry 1964
V roce 1963 se vrátil do Slávie VŠ k trenéru Samuhelovi. Do olympijského roku 1964 si na dvojnásobnou trať zvyknul a v srpnu na mistrovství republiky v Brně zaplaval československý rekord a ten rok šestý nejlepší světový čas 2:17,5. Trenér Stanislav Samuhel však viděl stále nedostatky v obrátkách, držení rovného směru (ve znaku podstatný prvek) a slabší dohmaty. Měl nakročeno atakovat evropský rekord Němce Küpperse 2:15,0 s. V sezóně ho však trápil jeho častý problém a tím byla slabší imunita – trpěl na nachlazení a rýmu a do říjnových olympijských her v Tokiu československý rekord nevylepšil. Olympijský závod se mu nepovedl, na 200 m znak skončil hluboko za svým osobním rekordem a časem 2:20,0 nepostoupil těsně z rozplavby do dalších bojů. Reprezentační trenér Zdeněk Jelínek uvedl: "V tréninku v Tokiu plaval dobře, vypadalo to, že zaplave osobák, ale v samotném závodě se na 150 m psychicky doslova zlomil."

### Vyhoření na mistrovství Evropy 1966
V roce 1965 se soustředil více na studium a kvůli zlomené ruce musel vynechat i domácí mistrovství republiky. V roce 1966 se připravil na mistrovství Evropy 1966 v nizozemském Utrechtu. Opět se plavalo pouze na trati 200 m znak a 5. místem v rozplavbách zůstal daleko za postupem i osobním rekordem. "Ferák neplaval dobře. Pomalá tempa, ztráta orientace na třetím bazénu (dostal se do vlnolamu). Vždy před vrcholnou soutěží je z našich plavců nejnadějnější, ale v závodě pokaždé selže." S polohou štafetou 4×100 m překvapivě nepostoupil z rozplaveb. Kritika se na něho valila ze všech stran.

### Psychické potíže a předčasný konec v reprezentaci 1968
V roce 1967 u něho propukla těžká deprese – stavy hypochondrie, sebevražedné myšlenky. Pomohla mu jeho sestra, která studovala psychologii a objasnila mu jeho stav. Nasazená antidepresiva mu však způsobovala vedlejší účinky. V roce 1968 vypustil přípravu na olympijské hry v Mexiku, rozhodl se se svým stavem bojovat sám. V létě 1968 s bratrem sjeli Dunaj skoro až k Černému moři. Odložil státnice a odešel z Bratislavy do Bojnic, kde nastoupil jako medik na chirurgickém oddělení. V Bojnicích měl i výborné podmínky pro přípravu, protože zde byl nově otevřený plavecký areál. Za plavecký oddíl při Slovanu Bojnice začal opět závodně plavat. V roce 1971 se naposled úspěšně účastnil mistrovství republiky: "Prakticky prim stále hraje MUDr. Ferák, který zatrénuje zhruba měsíc před mistrovstvím a vítězí." Tato zpráva poukazovala na špatnou úroveň tehdejšího závodního plavání v Československu.
V bojnické nemocnici bylo tehdy špičkové patologické oddělení, ve kterém nalezl svoje životní poslání a slib, který si dal po smrti své matky.
Po skončení sportovní kariéry v roce 1972 se vrátil do Bratislavy, kde v nemocnici na Kramároch nastoupil jako patolog. Mezi lety 1986 až 1991 absolvoval zahraniční stáž v Benghází v Libyi. V roce 2004 odešel na čas do důchodu po reformách zdravotnictví, které na Slovensku zavedl ministr Rudolf Zajac. Po měsíci však přijal nabídku nastoupil na patologii v nemocnici v Novém Jičíně v Česku. V roce 2021 byl stále zaměstnancem nemocnice.